# Дягова (річка)
Дягова, Дягівка — річка в Україні, у Менському районі Чернігівської області. Права притока Мени (басейн Дніпра).

## Опис
Довжина річки 23 км., похил річки — 1,2 м/км. Площа басейну 168 км².

## Розташування
Бере початок на південному сході від Рогізки. Тече переважно на південний схід через Городище і на північно-східній околиці Осьмаків впадає у річку Мену, праву притоку Десни.
Населені пункти вздовж берегової смуги: Волосківці, Степанівка, Дягова.
Річку перетинає автомобільна дорога Н27.